# Structură (arhitectură)

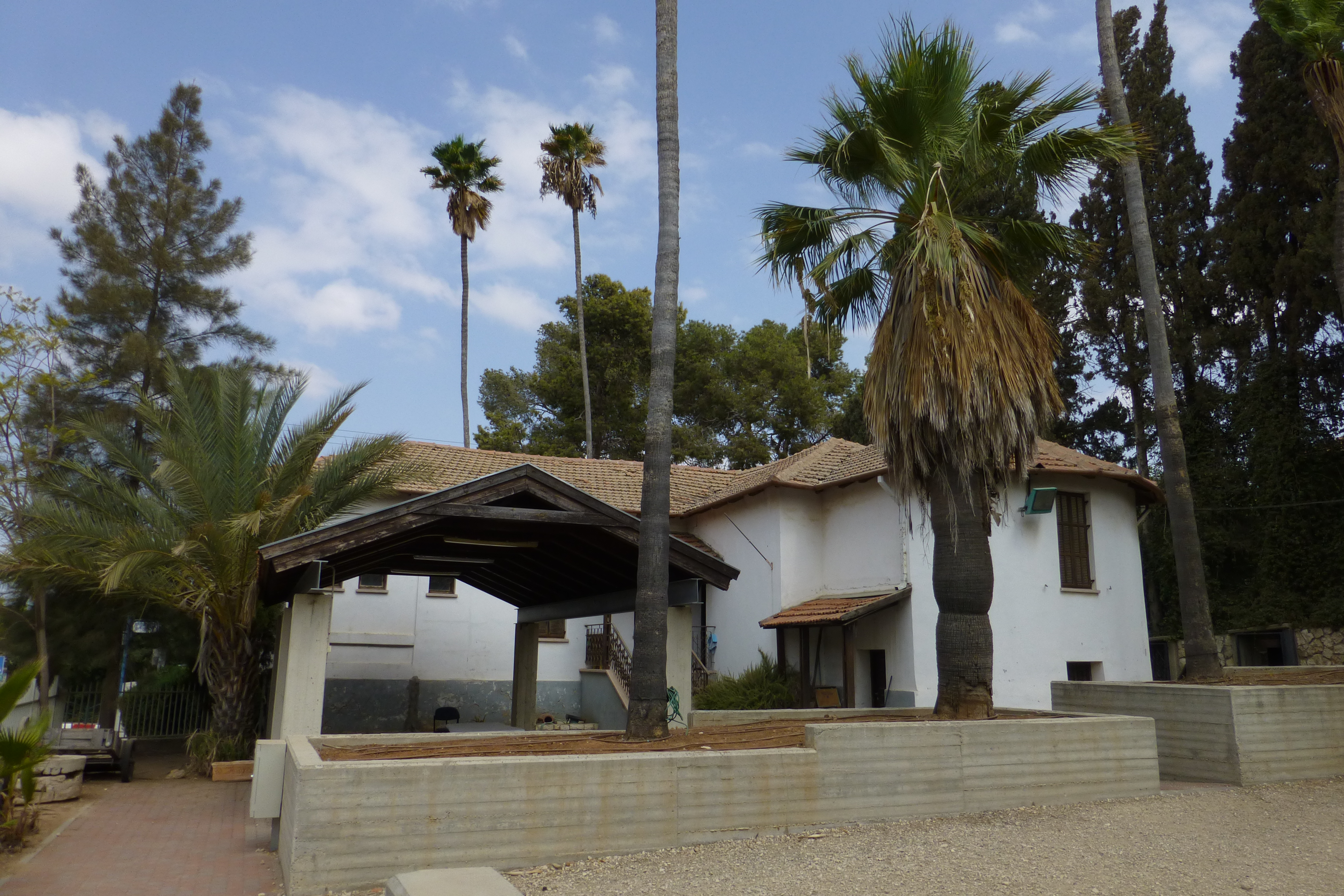
Structură

Prin structură sau structură arhitecturală se înțelege orice construcție fixă, imobilă, realizată de oameni care este de sine stătătoare.
Unele din aceste structuri sunt permanent folosibile și locuibile, așa cum sunt clădirile, care sunt destinate uzului uman permanent, dar există și altele, care deși continuu folosibile, precum podurile, barajele, stâlpii de susținere, antenele de radio și televiziune, nu sunt de fapt locuibile.
Alte structuri sunt temporare, fiind construite pentru scopuri limitate în timp, având statutul de construcții și structuri efemere. Printre acestea se numără structuri realizate pentru desfășurarea de evenimente sportive și culturale, târguri, întâlniri de afaceri și / sau alte scopuri. În aceste cazuri, durabilitatea este un factor ne-esențial, astfel de structuri având manevrabilitatea și funcționalitatea corturilor.